# Храпченко, Михаил Борисович
Михаи́л Бори́сович Хра́пченко (8 [21] ноября 1904, Чижовка, Смоленская губерния  — 15 апреля 1986, Москва) — советский литературовед, государственный и общественный деятель, председатель Комитета по делам искусств (1939—1948). Герой Социалистического Труда (1984).
Специалист по истории и теории литературы. Занимался проблемами метода, своеобразия художественной манеры, мировоззрения и творчества русских писателей XIX века; вопросами литературного процесса.
Член-корреспондент Академии наук СССР: c 20 июня 1958 года по Отделению литературы и языка (русская литература), академик c 1 июля 1966 года. Президент Международной ассоциации преподавателей русского языка и литературы (1970—1986).

## Биография
Окончил Смоленский университет (1924). С 1924 года преподавал в средней школе. В 1927 году начал публиковаться в журнале «На литературном посту». С 1928 года член ВКП(б), преподаватель истории литературы в Коммунистическом университете им. Я. М. Свердлова и в Воронежском университете.
С 1931 года заведующий учебной частью Института литературы и искусства Коммунистической академии и кафедрой методологии в Редакционно-издательском институте, с 1932 года заведовал кафедрой русской литературы Института красной профессуры литературы (ИКПЛ), с 1936 по 1938 год заместитель директора, и. о. директора ИКПЛ в Москве.
С мая 1938 года заместитель председателя, с 1 апреля 1939 года — исполняющий обязанности, 10 декабря 1939 года назначен председателем Комитета по делам искусств при СНК (СМ) СССР. Член Комитета по Сталинским премиям в области искусства и литературы с марта 1940 года. 26 января 1948 года освобождён от обязанностей председателя Комитета по делам искусств «как не обеспечивший правильного руководства». В постановлении Политбюро «Об опере „Великая дружба“ В. Мурадели» (принято 10 февраля 1948) Храпченко обвинялся в том, что «поощрял формалистическое направление».
С 1948 по 1963 год старший научный сотрудник Института мировой литературы им. А. М. Горького Академии наук. С 1957 по 1963 год заместитель академика-секретаря, с 1963 года исполнял обязанности, а с 1967 по 1986 год был академиком-секретарём Отделения литературы и языка АН СССР. Член правления Союза писателей СССР (1954—1986) и Президиума Высшей аттестационной комиссии СССР (1959—1975). С 1963 года был членом Президиума АН СССР. С 1970 по 1986 год возглавлял Международную ассоциацию преподавателей русского языка и литературы.
Главный редактор журнала «Октябрь» (1954—1957). Главный редактор «Собрания сочинений» Л. Н. Толстого (тт. 1—22, 1978—1985) и «Полного собрания сочинений и писем» Н. А. Некрасова (тт. 1—15, 1981—1995). Заместитель главного редактора серии «Литературное наследство» (1934—1939), член редколлегии (1955—1986). Входил в состав редколлегий журналов «Вестник АН СССР» (1959—1986), «Вопросы литературы» (1969—1986), «Русский язык за рубежом» (1975—1986); изданий «Библиотека всемирной литературы» (1967—1977), «Библиотека классики» (1977—1986), «Лермонтовская энциклопедия» (М., 1981), «Библиотека поэта» (1982—1986), «История всемирной литературы» (1983—1986); «Полного собрания сочинений» Ф. М. Достоевского (тт. 1—30, 1972—1990), «Полного собрания сочинений и писем» А. П. Чехова (тт. 1—30, 1974—1983), собраний сочинений Н. В. Гоголя (тт. 1—6, 1937), А. В. Луначарского (тт. 1—8, 1963—1967), М. Горького (тт. 1-25, 1968—1976), И. Л. Сельвинского (тт. 1—6, 1971—1974), С. А. Есенина (тт. 1—6, 1977—1980).
Был одним из академиков АН СССР, подписавших в 1973 году письмо в газету «Правда» с осуждением «поведения академика А. Д. Сахарова». В письме Сахаров обвинялся в том, что он «выступил с рядом заявлений, порочащих государственный строй, внешнюю и внутреннюю политику Советского Союза», а его правозащитную деятельность академики оценивали как «порочащую честь и достоинство советского ученого».
Почётный член Венгерской академии наук (1973), иностранный член Болгарской академии наук (1973) и Академии наук ГДР (1975). Почётный доктор Варшавского (1976) и Карлова (1982) университетов.
Умер 15 апреля 1986 года в Москве. Похоронен на Новодевичьем кладбище.
Семья

Могила М. Б. Храпченко и Т. Э. Цытович на Новодевичьем кладбище Москвы

Был женат на дочери известного педагога Эраста Платоновича Цытовича — Тамаре Эрастовне Цытович (1907—1992) — Заслуженном деятеле искусств РСФСР, профессоре, руководителе кафедры истории зарубежной музыки МГК им. П. И. Чайковского.
Сын — Валерий Михайлович Храпченко (1936—2019) — к.ф.-м.н., старший научный сотрудник Института прикладной математики им. М. В. Келдыша РАН.
Внуки:
- Марина (р. 1962);
- Людмила (р. 1973);
- Татьяна (р. 1973).

## Основные работы
Книги
- «Н. В. Гоголь» (1936)
- «„Мёртвые души“ Н. В. Гоголя» (1952)
- «Творчество Гоголя» (1954; 3-е изд. 1959)
- «Лев Толстой как художник» (1963; 4-е изд. 1978)
- «Творческая индивидуальность писателя и развитие литературы» (1970; 4-е изд. 1977)
- «Художественное творчество, действительность, человек» (1976; 3-е изд. 1982)
- Собрание сочинений
  - Т. 1: Николай Гоголь. Литературный путь. Величие писателя (1980; 3-е изд. 1993, под грифом «Избранные труды»)
  - Т. 2: Лев Толстой как художник (1980)
  - Т. 3: Творческая индивидуальность писателя и развитие литературы (1981)
  - Т. 4: Художественное творчество, действительность, человек (1982)
- «Горизонты художественного образа» (1982; 2-е изд. 1986)
- «Познание литературы и искусства: теория пути современного развития» (1987; в сер. «Наука. Мировоззрение. Жизнь»)

Статьи
- «К проблеме стиля» (1927)
- «О смене стилей» (1927)
- «Ленин о литературе» (1934)
- «Мировоззрение и творчество» // «Проблемы теории литературы» (1958)
- «Реалистический метод и творческая индивидуальность писателя» // «Проблемы реализма» (1959)
- «О разработке проблем поэтики и стилистики» (1961)
- «Литературный стиль и читатель» // «Проблемы современной филологии» (М., 1965)
- «Октябрьская революция и творческие принципы социалистической литературы» (1967)
- «Теория, современность, история» // «Известия АН СССР. ОЛЯ», 1967, вып. 3
- «Время и жизнь литературных произведений» (1968)
- «Литературные теории и творческий процесс» (1969)
- «Проблемы современной эстетики» // «Ленин и современная наука. Ч. 1» (М., 1970)
- «О прогрессе в литературе и искусстве» // «Вопросы литературы», 1970, № 5—6
- «Поэтика, стилистика, теория литературы» // «Страницы истории русской литературы» (М., 1971)
- «Семиотика и художественное творчество» // «Вопросы литературы», 1971, № 9
- «О некоторых основных направлениях литературоведческих исследований» // «Русская литература», 1973, № 1
- «Жизнь в веках. Внутренние свойства и функция литературных произведений» // «Знамя», 1974, № 1
- «Внутренние свойства и функция литературных произведений» (1975)
- «Размышления о системном анализе литературы» (1975)
- «Литература и искусство в современном мире» // «Новый мир», 1977, № 9

## Награды
- Герой Социалистического Труда (16.11.1984) — за «большие заслуги в развитии советской литературы, активную общественную деятельность и в связи с 50-летием образования Союза писателей СССР»
- четыре ордена Ленина (14.04.1945; 20.07.1971; 13.05.1981; 16.11.1984)
- орден Октябрьской Революции (20.11.1974)
- орден Трудового Красного Знамени (21.11.1964)
- медаль «За оборону Ленинграда» (22.12.1942)
- медаль «За оборону Москвы» (01.05.1944)
- медаль «За доблестный труд в Великой Отечественной войне 1941—1945 гг.» (06.06.1945)
- медаль «В память 800-летия Москвы» (23.10.1948)
- медаль «За доблестный труд. В ознаменование 100-летия со дня рождения Владимира Ильича Ленина» (15.04.1970)
- медаль «Тридцать лет Победы в Великой Отечественной войне 1941—1945 гг.» (08.05.1975)
- медаль «В память 1500-летия Киева» (02.09.1983)
- медаль «Ветеран труда»
- Ленинская премия (19.04.1974)
- Государственная премия СССР (31.10.1980)
- Золотой почётный знак «За заслуги перед Австрийской Республикой» (1979, Австрия)
- орден Трудового Красного Знамени Венгерской народной республики (1975)
- медаль имени Гердера Германской Демократической Республики (1979)
- знак отличия «За национальную культуру» Министерства культуры Республики Куба (1984)
- медаль А. С. Пушкина Международной ассоциации преподавателей русского языка и литературы (1986, посмертно)